# Estado ququart
Na física quântica, estado ququarts são sistemas quânticos tetra-dimensionais utilizados para protocolos de tomografia quântica e estudos de hiper emaranhados em polarização  e momento angular orbital.